# Альфа-радио
«Альфа Радио» — государственная белорусская радиостанция, запущенная 21 марта 1999 года.
Одна из старейших музыкально-информационных радиостанций Белоруссии.
Сразу после создания радиостанции контрольный пакет акций принадлежал негосударственному фонду поддержки предпринимателей при Министерстве предпринимательства и инвестиций. Однако уже в конце 2003 года контрольный пакет переходит в руки государства в лице Министерство информации Республики Беларусь.
Организационно «Альфа Радио» с 2015 года входит в крупнейшую редакцию «СБ Беларусь Сегодня». Отличительная особенность информационного радиовещания радиостанции — большое количество новостных программ и рубрик, диалоги с лидерами мнений в прямом эфире, интервью, комментарии, авторские аналитические, спортивные, культурные и музыкальные программы. К работе на радиостанции привлечена сильная авторская команда известных журналистов. Гостями эфира становятся популярные музыканты, актёры, спортсмены, писатели, врачи, политологи, экономисты, медийные персоны. В новостных выпусках радиостанции постоянно присутствуют комментарии специальных корреспондентов из всех областных центров Беларуси. Новости начинаются на 45-й минуте часа. Аудитория радиостанции — мужчины и женщины 35 лет и старше с доходом выше среднего. Музыкальная составляющая радиостанции — хиты 1980-х, 1990-х, начала 2000-х годов. Музыка разделена на 15-минутные блоки. В начале каждого музыкального блока специальные заставки ориентируют слушателей по годам и направлениям музыки.
С 2005 года вручала свою музыкальную премию «Золотое ухо», церемонии которой прошли четырежды.
С 16.03.2020 — смена формата и сетки вещания, появление в эфире утреннего шоу «Будни», ряда новых передач, выпуски новостей и прогноза погоды переместились в начало часа. Смена логотипа и фирменного оформления радиостанции, новый слоган — Радио твоего дня. Запущен обновленный сайт радиостанции https://alfaradio.by/.

## Вещание в Белоруссии
Трансляция Альфа Радио ведётся в FM-диапазоне на следующих частотах:
- Минск — 107,9 FM;
- Брест — 100,8 FM;
- Витебск — 107,6 FM;
- Гродно — 98,4 FM;
- Солигорск ,Браслав — 95,7 FM;
- Полоцк,Новополоцк —100 FM;
- Слоним — 88,4 FM;
- Осиповичи — 93 FM;
- Гомель — 96,4 FM;
- Могилёв — 97,2 FM;
- Копыль — 103,5 FM (план);
- Сморгонь — 99,2 FM (план);
- Жлобин — 91,8 FM (план).

## Рейтинги
По результатам исследования, проведенного в 2018 году, радиостанция не попала в TOP-10 радиостанций Белоруссии по популярности.

## Награды
- 2002 — победитель «Радиомании-2002» в номинации «Юмористическая программа»[5]
- 2003 — победитель конкурса Международной радиопремии им. Попова в номинации «Лучшая радиостанция»[5][6]
- 2006 год — лауреат премии им. Попова в области радиовещания (за программу «Кукурузник шоу»)[6]
- 2007 год — лауреат премии им. Попова в номинации «Звукорежиссёр»[7]
- 2011 год — отмечена дипломом в номинации «Информационный ресурс» профессиональной премии «ТИБО-2011»[8]

## Критика
«Альфа Радио» критикуется программой «[Лукавые новости. Разоблачаем фейки] на белсате.
На радиостанции выходят пропагандистские передачи, которые не имеют ничего общего с независимой журналистикой. 24 февраля 2021 года ресурс "Кулуары KYKY" опубликовал методичку, действующую на радиостанции. Документ описывает методику воздействия на тональность программ радиостанции "Альфа Радио". Руководитель устанавливает положительную тональность по отношению к Лукашенко и белорусскому государству, а отрицательную - к оппозиционным политикам и странам, осудившим правовой беспредел в Беларуси. Утреннее ток-шоу "Будни" создает впечатление "глубинного вовлечения человека в мир транслируемой информации", лишенной альтернативных точек зрения. В рубрике "Беларусь и мир" необходимо озвучивать "негативные моменты" в других странах.
"Альфа Радио" не поддерживает белорусскую культуру и язык, а предпочитает вещать на русском языке и играть зарубежную музыку.